# 教育部关心下一代工作委员会
国家教委关心下一代工作委员会，随国家教委改制而改名为教育部关心下一代工作委员会，简称教育部关工委，是中华人民共和国教育部的关工委，1991年4月16日在北京成立，任务是指导、组织教育界离退休的职工配合学校对青少年进行思想政治和道德品质教育。